# Hose Marti
Hose Marti (šp. José Martí; Havana, 28. januar 1853 — Kauto, 19. maj 1895) je bio kubanski književnik, političar i revolucionar. Svojim spisima i političkom aktivnošću postao je simbol kubanske borbe za nezavisnost od Španskog carstva u 19. veku, i naziva se „Apostol kubanske nezavisnosti“. Od adolescencije pa nadalje, posvetio je svoj život promociji slobode, političke nezavisnosti Kube i intelektualne nezavisnosti svih španskih Amerikanaca; njegovu smrt su kubanski revolucionari i oni Kubanci koji ranije nisu bili voljni da pokrenu pobunu iskoristili kao vapaj za kubansku nezavisnost od Španije.
Pisao je za brojne latinoameričke i američke novine; osnovao je i veći broj listova. Njegove novine Patrija bile su važan instrument u njegovoj kampanji za kubansku nezavisnost. Nakon njegove smrti, mnogi njegovi stihovi iz knjige Versos Sencillos (Jednostavni stihovi) prilagođeni su pesmi „Gvantanamera“, koja je postala istaknuta reprezentativna pesma Kube. Koncepti slobode i demokratije su istaknute teme u svim njegovim delima, koja su bila uticajna na nikaragvanskog pesnika Rubena Darija i čileansku pesnikinju Gabrijelu Mistral. Nakon Kubanske revolucije 1959. godine, Martijeva ideologija je postala glavna pokretačka snaga kubanske politike. Takođe se smatra kubanskim „mučenikom”.

## Biografija
Rodio se u Havani 28. januara 1853. godine, u porodici španskih emigranata. Imao je petnaest godina kad je počeo Prvi rat za nezavisnost Kube, 10. oktobra 1868. godine.
Tri meseca kasnije, objavio je svoje prve političke natpise u „Hromom đavolu“ i rukovodio izdavanjem novina „Patria libre“ (Slobodna otadžbina). Zbog njegovih revolucionarnih ideja kubanske kolonijalne vlasti su ga uhapsile i osudile na šest godina zatvora.
Vrhovni zapovednik Kube mu je 1870. godine zamenio kaznu i Hose Marti je deportovan u Španiju, gde je kroz nekoliko meseci napisao politički tekst „Politička robija na Kubi“.
U to vreme je isprobao svoje intelektualne sposobnosti i za godinu dana i pet meseci završio studije građanskog i kanonskog prava, filozofiju i književnost, a ujedno je završio i gimnaziju.
Krajem 1874. godine napustio je Španiju, posetio Francusku i Njujork i sa porodicom otišao u Meksiko. Između 1875. i 1879. godine intenzivno se bavio novinarstvom, što mu omogućava da stekne sliku kontinentalne problematike. Posle više od sedam godina provedenih u egzilu, vratio se na Kubu sa željom da nastavi borbu. Njegova delatnost mu je omogućila da shvati greške i protivrečnosti koje su dovele do propasti Desetogodišnjeg rata.
Ponovo je deportovan u Španiju, ali posle dva meseca je pobegao u Njujork.
Bio je neumoran u svom nastojanju da organizuje rat za nezavisnost Kube i da podstakne i pomogne onaj u Portoriku.
Istovremeno je razvio intenzivan diplomatski rad. Godine 1890. imenovan je za konzula Argentine, Urugvaja i Paragvaja u Njujorku. Vlada Urugvaja ga je takođe postavila kao svog predstavnika u Američkoj međunarodnoj monetarnoj komisiji.
Godine 1891. odrekao se zvanja konzula ove tri zemlje i predsedništva Hispano-američkog književnog društva da bi se posvetio borbi za oslobođenje Kube. U januaru 1892. godine osnovao je Kubansku revolucionarnu partiju koja je, okupljajući sve kubanske patriote koji su živeli na Kubi i u emigraciji, imala zadatak da organizuje i upravlja borbom za nezavisnost Kube.
Kada su stvoreni svi uslovi, pokrenuo je rat 24. februara 1895. godine. Dana 11. aprila 1895. iskrcao se u društvu Generalisimusa, Dominikanca Maksima Gomosa, na obale najistočnije kubanske pokrajine.
Dana 19. maja 1895. jedna španska kolona ih je iznenadila na mestu poznatom kao Boka de Dos Rios. Marti je, ne poštujući naređenje generala Gomose da ostane u pozadini, odlučio da među prvima krene u prethodnicu i u sukobu sa Špancima je pao smrtno pogođen.
Posle više pokušaja, kubanske trupe nisu uspele da preotmu njegovo telo.
Španci su ga odneli u Santijago de Kuba i tamo su ga sahranili.
U času svoje smrti, Marti je raspolagao plodnim i značajnim književnim delom, već je bio najčitaniji i najcenjeniji pisac na španskom jeziku na kontinentu, kao i jedan od najznačajnijih preteča modernizma u Latinskoj Americi, zajedno sa Rubenom Dariom, koji je, osvrnuvši se na Martija 1888. godine rekao: „Piše na način kako mi rasuđujemo, sjajnije nego iko iz Španije ili Amerike.“
Stručnjaci i istraživači još uvek nisu iscrpli njegova dela sabrana u 28 tomova, a još manje njegove političke ideje, koje i danas važe.

## Literatura
- Abel, Christopher. José Martí: Revolutionary Democrat. London: Athlone. 1986.
- Alborch Bataller, Carmen, ур. (1995), José Martí: obra y vida, Madrid: Ministerio de Cultura, Ediciones Siruela, ISBN 978-84-7844-300-0
- Bueno, Salvador (1997), José Martí y su periódico Patria, Barcelona: Puvill, ISBN 978-84-85202-75-1
- Cairo, Ana. Jose Marti y la novela de la cultura cubana. Santiago de Compostela: Universidade de Santiago de Compostela. 2003.
- De La Cuesta, Leonel Antonio. Martí, Traductor. Salamanca: Universidad Pontificia de Salamanca. 1996.
- Fernández, Teodosio (1995), „José Martí y la invención de la identidad hispanoamericana”,  Ур.: Alemany Bay, Carmen; Muñoz, Ramiro; Rovira, José Carlos, José Martí: historia y literatura ante el fin del siglo XIX, Alicante: Universidad de Alicante, стр. ??, ISBN 978-84-7908-308-3
- Fernández Retamar, Roberto (1970), Martí, Montevideo: Biblioteca de Marcha, OCLC 253831187
- Fidalgo, Jose Antonio (1998). „El Doctor Fermín Valdés-Domínguez, Hombre de Ciencias y Su Posible Influencia Recíproca Con José Martí”. Cuadernos de Historia de la Salud Pública (84): 26—34.
- Fountain, Anne (2003), José Martí and U.S. Writers, Gainesville, FL: University Press of Florida, ISBN 978-0-8130-2617-6
- García Cisneros, Florencio (1986), Máximo Gómez: caudillo o dictador?, Miami, FL: Librería & Distribuidora Universal, ISBN 978-0-9617456-0-8
- Garganigo, John F.; Costa, Rene; Heller, Ben, ур. (1997), Huellas de las literaturas hispanoamericanas, Upper Saddle River, NJ: Prentice Hall, ISBN 978-0-13-825100-0
- Gray, Richard B. (април 1966), „The Quesadas of Cuba: Biographers and Editors of José Martí y Pérez”, The Americas, Academy of American Franciscan History, 22 (4): 389—403, JSTOR 979019, doi:10.2307/979019
- Hernández Pardo, Héctor (2000), Luz para el siglo XXI: actualidad del pensamiento de José Martí, Madrid: Ediciones Libertarias, ISBN 978-84-7954-561-1
- Holden, Robert H.; Zolov, Eric (2000), Latin America and the United States: A Documentary History, New York: Oxford University Press, ISBN 978-0-19-512993-9
- Jones, Willis Knapp (decembar 1953), „The Martí Centenary”, The Modern Language Journal, Blackwell Publishing, 37 (8): 398—402, JSTOR 320047, doi:10.2307/320047
- Kirk, John M. (novembar 1977), „Jose Marti and the United States: A Further Interpretation” (PDF), Journal of Latin American Studies, Cambridge University Press, 9 (2): 275—90, JSTOR 156129, doi:10.1017/S0022216X00020617
- Kirk, John M. José Martí, Mentor of the Cuban Nation. Tampa: University Presses of Florida, c1983.
- López, Alfred J. (2006), José Martí and the Future of Cuban Nationalisms, Gainesville, FL: University Press of Florida, ISBN 978-0-8130-2999-3
- López, Alfred J. (2014), José Martí: A Revolutionary Life, Austin, TX: University of Texas Press, ISBN 978-0-292-73906-2
- Martí, José (1963a), „El presidio político en Cuba. Madrid 1871”, Obras Completas, 1, Havana: Editorial Nacional de Cuba, стр. 46—50, OCLC 263517905
- Martí, José (1963b), „La República española ante la revolución cubana”, Obras Completas, 1, Havana: Editorial Nacional de Cuba, стр. 93—97, OCLC 263517905
- Martí, José (1963c), „Letter to Antonio Maceo, 20 July 1882”, Obras Completas, 1, Havana: Editorial Nacional de Cuba, стр. 172—73, OCLC 263517905
- Martí, José (1963d), „Letter to Enrique Trujillo, 6 July 1885”, Obras Completas, 1, Havana: Editorial Nacional de Cuba, OCLC 263517905
- Martí, José (1963e), „Speech known as "Con todos y para el bien de todos" given in Tampa, 26 November 1891”, Obras Completas, 4, Havana: Editorial Nacional de Cuba, стр. 266—70, OCLC 263517908
- Martí, José (1992),  Fernández Retamar, Roberto, ур., La edad de oro: edición crítica anotada y prologada, Mexico: Fondo de cultura económica, ISBN 978-968-16-3503-9
- Martí, José, Manuel A.Tellechea Versos Sencillos. U of Houston: Arte Público Press, 1997
- Morukian, Maria. "Cubanidad: Survival of Cuban Culture Identity in the 21st Century".
- Nassif, Ricardo. "Jose Martí (1853–95) ". Originally published in Prospects:the quarterly review of comparative education(Paris, UNESCO: International Bureau of Education), vol. XXIV, no. 1/2, 1994, pp. 107–19
- Oberhelman, Harley D. (septembar 2001), „Reviewed work(s): Versos Sencillos by José Martí. A Translation by Anne Fountain”, Hispania, American Association of Teachers of Spanish and Portuguese, 84 (3): 474—75, JSTOR 3657792, doi:10.2307/3657792
- Pérez-Galdós Ortiz, Víctor. José Martí: Visión de un Hombre Universal. Barcelona: Puvill Libros Ltd. 1999.
- Quiroz, Alfonso. "The Cuban Republic and José Martí: reception and use of a national symbol". Lexington Books, 2006
- Ripoll, Carlos. Jose Marti and the United States, and the Marxist interpretation of Cuban History. New Jersey: Transaction Inc. 1984.
- Ronning, C. Neale. Jose Marti and the emigre colony in Key West. New York: Praeger. 1990.
- Roscoe, Hill R. (oktobar 1947), „Book Reviews”, The Americas, Academy of American Franciscan History, 4 (2): 278—80, JSTOR 977985
- Schulman, Ivan A. Símbolo y color en la obra de José Martí. Editorial Gredos, 1960.
- Scott, Rebecca J. (јануар 1984). „Explaining Abolition: Contradiction, Adaptation, and Challenge in Cuban Slave Society, 1860–1886”. Comparative Studies in Society and History. 26 (1): 83—111. doi:10.1017/S0010417500010781.
- Serna, Mercedes (2002), Del modernismo y la vanguardia: José Martí, Julio Herrera y Reissig, Vicente Huidobro, Nicanor Parra, Lima: Ediciones El Santo Oficio, ISBN 978-9972-688-18-8
- Tone, John L. (2006), War and Genocide in Cuba 1895, Chapel Hill, NC: University of North Carolina Press, ISBN 978-0-8078-7730-2
- Turton, Peter (1986), José Martí: Architect of Cuba's Freedom, London: Zed, ISBN 978-0-86232-510-7
- Vincent, Jon S (1978). „Jose Marti: Surrealist or Seer?”. Latin American Research Review. 13 (1): 178—81..
- Westfall, Loy G. (2000). Tampa Bay: Cradle of Cuban Liberty. Key West Cigar City USA. ISBN 0966894820.

## Spoljašnje veze
- -author= -
- -author= -
- José Martí на сајту Пројекат Гутенберг (језик: енглески)
- Hose Marti на сајту Internet Archive (језик: енглески)
- Hose Marti на сајту LibriVox (језик: енглески)